# Diablo II
Diablo II је RPG (енгл. Role Playing Games - играње различитих улога углавном у фантазијском свету) игра, где је акциона или аркадна компонента више изражена, па се у описима среће и израз „hack and slash“. Издата је и за Windows и Mac OS 2000. године од стране компаније Blizzard Entertainment. У прављењу је учествовао студио Blizzard North.
Априла 2001. године, Diablo II је постала једна од најпопуларнијих онлајн игара икада. Главни чиниоци који су дали игри успех су зависност „hack and slash“ игара и бесплатан приступ до локације Battle.net (за играње уживо). Дијабло се може играти у режиму за једног играча (single player) или више (multiplayer) преко ЛАН конекције или преко послужиоца (сервера) на Battle.net-у. Освојио је девето место на листи најпродаванијих игара за рачунаре, као и прво место најпродаванијих RPG-јева за рачунаре, продајући око 4 милиона копија.
Експанзија Diablo II: Lord of Destruction, је издата 2001. године. Додаје још једно поглавље на крај игре.
Тренутно је игра достигла верзију 1.11б. Праве се и разне модификације за игру, које често мењају садржај игре, па је игра изнова и изнова обновљена, и увек се може играти од почетка.